# Friedrich Luft
Friedrich Luft (Friedenau, 24 d'agost de 1911 - Berlín, 24 de desembre de 1990) va ser un fulletonista i crític teatral alemany.

## Biografia
Fill d'alemany i d'escocesa, era germà del fisiòleg Ulrich Cameron Luft. Va estudiar alemany, anglès i història a les universitats de Berlín i Königsberg. Va escoltar les conferències de Max Herrmann sobre història del teatre amb molt d'interès. Des del 1936 fou autor autònom i va escriure fulletons al Berliner Tageblatt i al Deutsche Allgemeine Zeitung. Va escriure nombrosos guions per a l'Oberkommando des Heeres, per exemple per a les pel·lícules Die Brieftaube im Einsatz i Das Pferd und die Gasmaske für das Pferd. També va produir textos per a l'artista cabaret Werner Finck. El 1940 es va casar amb la dibuixant Heide Thilo.
Immediatament després de la Segona Guerra Mundial, va treballar per primera vegada al Tagesspiegel, fundat el 1945. Tenia una columna titulada Urbanus amb la qual encara avui val la pena llegir els esquetxos quotidians del Berlín de la postguerra. Van ser publicats el 1948 per Suhrkamp Verlag amb el títol Tagesblätter von Urbanus. Neue Zeitung, fundada el 1947 pel poder ocupant estatunidenc, el va portar com a editor de llargmetratges i com a crític de teatre i cinema fins que va deixar d'aparèixer el 1955.
El 1959 va escriure el subtil prefaci de 27 pàgines per a l'autobiografia Spiel im Dasein del director de cinema i teatre Max Ophüls. Però el que el va fer famós va ser la seva retransmissió des del 9 de febrer del 1946 a Rundfunk im amerikanischen Sektor (RIAS) fins poc abans de morir el 28 d'octubre de 1990. Va retransmetre crítica de les estrenes teatrals setmanals a Berlín, en les que es va fer famós per les seves peculiaritats retòriques. També va col·laborar a Süddeutsche Zeitung i a Die Welt. I el 1957 va traduir a l'alemany el guió de David Lean de la pel·lícula El pont del riu Kwai.
Va ser un dels crítics més populars de Berlín. A la seva mort fou enterrat al cementiri de Dahlem. El 1992 es va crear el "Friedrich-Luft-Archiv" a l'Acadèmia de les Arts de Berlín. Inclou manuscrits de les ressenyes de la seva emissió de ràdio Stimme der Kritik, així com una col·lecció de ressenyes i gloses als diaris del 1945 al 1990, la seva biblioteca i una cinta amb enregistraments de les seves emissions de ràdio al RIAS.

## Obres
- Luftballons. 1939
- Tagesblätter von Urbanus. 1948
- Puella auf der Insel (per a infants). 1949
- Quatsch in schöner Gestalt… – Vom Tiefsinn unserer Redner und Schreiber. A: Die Welt, 4. Mai 1957
- Gustaf Gründgens. Rembrandt-Verlag, Berlin 1958 (2. Aufl. 1960)
- Vom großen, schönen Schweigen (biografia de Charlie Chaplin). 1958
- Berliner Theater 1945–1961. Erhard Friedrich Verlag Velber bei Hannover 1961 (2. Aufl. 1962)
- Luftsprünge. 1962
- Stimme der Kritik. Velber bei Hannover 1965 (primera i segona edició 1961 amb el títol Berliner Theater 1945–1961)
- Stimme der Kritik. Theaterereignisse seit 1965, Stuttgart 1979.
- Die Stimme der Kritik. Gespräch mit Hans-Christoph Knebusch. A Zeugen des Jahrhunderts, 1991.

## Reconeixements
El Berliner Morgenpost va establir el 1992 el „Friedrich-Luft-Preis“. Aquest premi –actualment dotat amb 7.500 euros– honora la millor representació teatral de Berlín cada any.